# Gloeoplere
Gloeopleren oder Gloeoplere Hyphen sind  wenig septierte Hyphen von Pilzen, die, manchmal selektiv anfärbbare, Einschlüsse im Cytoplasma enthalten. Sie entspringen an gewöhnlichen Hyphen und enden manchmal an Gloeozystiden. Zusammen mit den mitunter nicht von ihnen unterschiedenen Laticiferen werden sie auch als Heteropleren zusammengefasst.